# دوري أبطال الكونكاكاف 2013–14
دوري أبطال الكونكاكاف 2013–14 هو الموسم 49 من  دوري أبطال الكونكاكاف. أقيم خلال الفترة 6 أغسطس 2013 وحتى 23 أبريل 2014، والذي يشرف على تنظيمه كونكاكاف، وكان عدد الأندية المشاركة فيه  24، وفاز فيه كروز آزول.

## نتائج الموسم
| المركز | فريق      | لعب | ف | ت | خ | له | عليه | ف.أ | نقاط | ملاحظة |
| ------ | --------- | --- | - | - | - | -- | ---- | --- | ---- | ------ |
|        | كروز آزول |     |   |   |   |    |      |     |      |        |